# Loharu
Loharu fou un estat tributari protegit al Panjab (avuia Haryana), sota control del comissionat de la divisió de Delhi. La superfície era de 574 km² i la població (1901) de 15.229 habitants. El formaven la vila de Loharu i altres 56 pobles. Els ingressos el 1901 eren de 66.000 rupies.
La capital era Loharu (amb 2.175 habitants el 1901) situada a 28° 24′ N, 75° 52′ E / 28.400°N,75.867°E destacada per tenir la fàbrica de moneda de l'estat de Jaipur; els seus treballadors eren anomenats lohars (ferrers) i van donar nom a l'estat.
Fou fundat per Ahmad Bakhsh Khan, un oficial mogol fill de Mirza Alaf Jan Beg d'una notable família de Bokharà, que fou utilitzat pel raja d'Alwar per negociar amb Lord Gerard Lake el 1803. En pagament dels seus serveis va rebre Loharu a perpetuïtat del raja, així com al pargana de Firozpur, al districte de Gurgaon, que li va concedir Lord Lake a canvi de fidelitat i serveis militars. El va succeir el seu fill gran Shams al-Din Khan, que fou executat a Delhi per complicitat en l'intent d'assassinat d'Eraser, el resident, el 3 d'octubre de 1835. Llavors la pargana de Firozpur li fou confiscada però l'estat fou entregat a Amin al-Din Khan i Zia al-Din Khan, germans de Shams al-Din. Els dos caps van romandre a Delhi durant el setge de 1857 i a la caiguda de la ciutat foren posats sota custòdia però finalment alliberats i restaurats al seu estat.
Ala al-Din va succeir al seu pare Amin al-Din el 1869 i va rebre el títol de nawab i un sanad que li permetia l'adopció. El seu fill Sir Amir al-Din Ahmad Khan, va governar l'estat uns anys per compte del seu pare al que va succeir a la seva mort el 1884. Entre 1893 i 1903 l'estat fou administrat pel seu germà petit mentre el nawab titular exercia com a supertintendent a l'estat de Maler Kotla. Sir Amir al-Din Ahmad Khan va gaudir de salutació de 9 canonades concedida com a distinció personal l'1 de gener de 1903.

## Llista de sobirans
- Ahmad Bakhsh Khan 1806 - 1825 (+ 1827)
- Shams al-Din Khan (fill) 1825 - 1835
- Amin al-Din Ahmad Khan I (germà) 1835 - 1869
- Zia al-Din Ahmad Khan (germà associat) 1835 - ?
- Ala al-Din Ahmad Khan (fill d'Amin) 1869 - 1884
- Amir al-Din Ahmad Khan (fill) 1884 - 1920 
  - Nawabzada Bashiruddin Ahmed Khan (germà) regent 1893-1903
- Izz al-Din Ahmad Khan (fill d'Amir) 1920 - 1926
- Amin al-Din Ahmad Khan II 1926 - 1948 (+1983)
  - Amir al-Din Ahmad Khan, regent 1926-1931

## Bandera
La bandera era rectangular bicolor, verd sobre groc.